# Alyssomyia pampina
Alyssomyia pampina là một loài ruồi trong họ Asilidae. Alyssomyia pampina được Artigas miêu tả năm 1970. Loài này phân bố ở vùng Tân nhiệt đới.